# Odontosoria afra
Odontosoria afra là một loài dương xỉ trong họ Lindsaeaceae. Loài này được J.P.Roux mô tả khoa học đầu tiên năm 2001.